# Frigyes Bán
Dans le nom hongrois Bán Frigyes, le nom de famille précède le prénom, mais cet article utilise l’ordre habituel en français Frigyes Bán, où le prénom précède le nom.
Frigyes Bán (né le 19 juin 1902 à Kassa (aujourd'hui Košice, en Slovaquie) en Autriche-Hongrie et mort le 30 septembre 1969  à Budapest) est un réalisateur hongrois.

## Filmographie
- 1939 : Matyas redresseur de torts (Mátyás rendet csinál)
- 1940 : Une nuit confuse (Zavaros éjszaka)
- 1940 : Háry János
- 1940 : Une nuit en Transylvanie (Egy éjszaka Erdélyben)
- 1941 : La Dernière Chanson (Az utolsó dal)
- 1941 : Un amour de cadet (Kadétszerelem)
- 1942 : La Fille de la nuit (Az éjszaka lánya)
- 1942 : Le Pavillon n° 5 (hu) (Az 5-ös számú őrház)
- 1942 : Déception (Csalódás)
- 1943 : Un homme à poigne (hu) (Legény a gáton)
- 1943 : Sérénade (Éjjeli zene)
- 1943 : Rendez-vous au bord de la mer (Tengerparti randevú)
- 1944 : Les Trois Pigeons (hu) (A három galamb)
- 1944 : Je resterai quand même (Azért is maradok)
- 1947 : Un prophète des champs (Mezei próféta)
- 1948 : Un lopin de terre (Talpalatnyi föld)
- 1949 : Ces messieurs font la bombe (hu) (Úri muri)
- 1950 : Terre libérée (Felszabadult föld)
- 1951 : Baptême du feu (Tűzkeresztség)
- 1952 : Semmelweis
- 1952 : Les Premières Hirondelles (Első fecskék)
- 1953 : Le lieutenant de Rakoczi (hu) (Rákóczi hadnagya)
- 1956 : Flammes éteintes ou Sur l'ordre de l'empereur  (A császár parancsára)
- 1957 : Un foyer tranquille (hu) (Csendes otthon)
- 1957 : Entre deux femmes (hu) (Csigalépcső)
- 1958 : Le Parapluie de saint Pierre (hu) (Szent Péter esernyője)
- 1959 : Pauvres Riches (hu) ou Fatia negra (Szegény gazdagok)
- 1960 : Au-dessous de son rang ou Un mari pour Suzy (Rangon alul)
- 1961 : Lumière du soleil sur la glace ou Parade sur la glace (Napfény a jégen)
- 1962 : Je m'adresse au ministre (hu)  (Felmegyek a miniszterhez)
- 1964 : Le Faux-monnayeur (hu) (A pénzcsináló)
- 1966 : L'Eau miraculeuse (hu) ou Eau fétide (Büdös víz)